# Abrahamowicz
Abrahamowicz (Abramowicz) – polski herb szlachecki, odmiana herbu Jastrzębiec.

## Opis herbu
Opis zgodnie z klasycznymi regułami blazonowania:
W polu błękitnym podkowa na opak, złota z takimż krzyżem kawalerskim w środku uszczerbionym z lewej. Klejnot: Na ogonie pawim jastrząb z pierścieniem złotym w dziobie.

Abrahamowicz herbu Jastrzębiec, jedynie z tą odmianą, ze w podkowie znajduje się nie cały, lecz tylko pół krzyża, a na hełmie ogón pawi.

W podkowie, obróconej barkiem na dół, pół krzyża kładą, nad hełmem pawi ogon i ślepowron z pierścieniem.

## Najwcześniejsze wzmianki
1579 rok.

## Herbowni
Abrahamowicz, Abramowicz, Abrahimowicz, Chodyrewicz, Timirczyc, Tymiczyc.